# Mas Oliva (Masarac)
Mas Oliva és una masia del municipi de Masarac i Vilarnadal (Alt Empordà) inclosa en l'Inventari del Patrimoni Arquitectònic de Catalunya.

## Descripció
Situat a la banda de ponent del nucli urbà de la població de Vilarnadal, al sud-oest del municipi de Masarac al qual pertany.
Edifici de grans dimensions i planta irregular, format per diversos cossos adossats distribuïts en planta baixa i dos pisos. El cos original de la construcció és de planta rectangular amb teulada de dues vessants i una terrassa a l'extrem de ponent de la coberta. La façana principal, orientada a migdia, presenta un portal descentrat d'arc rebaixat adovellat, damunt del qual hi ha una finestra rectangular, amb els brancals bastits amb carreus, llinda plana i ampit motllurat. Al costat del portal, unes escales exteriors de pedra donen accés a un cos adossat a la façana, cobert amb una terrassa al nivell del pis. A l'extrem de ponent, aquest cos presenta una volta de mig punt a la planta baixa que dona accés a l'interior a través d'un portal rectangular. La resta d'obertures de la façana són rectangulars i estan emmarcades en pedra. Destaca un rellotge de sol a la part superior del parament. A l'interior, l'edifici presenta tres crugies originalment grasses, disposades perpendicularment a l'entrada i suportades per parets de pedra. Adossat a l'extrem de llevant de la casa hi ha un cos rectangular de força alçada, amb una de les cantonades arrodonides. Presenta les obertures rectangulars, majoritàriament bastides amb maons. Destaca, a la façana de ponent, un portal d'arc rebaixat adovellat, situat al costat de la porta d'accés a la casa. L'edifici s'anà ampliant envers tramuntana amb la construcció d'un cos allargat de planta rectangular, amb la coberta de dues vessants. La façana principal, orientada al jardí de la finca, presenta un portal emmarcat en pedra a la planta baixa. Damunt seu hi ha una finestra balconera amb barana de ferro, emmarcada amb carreus de pedra i la llinda plana. Posteriorment s'obrí una finestra feta de maons al seu costat. La resta de finestres també estan emmarcades en pedra, les de la segona planta reformades. A l'extrem de tramuntana, el parament presenta dos contraforts actualment protegits per un cobert d'un sol vessant, des del que es pot accedir a l'interior de l'edifici. Cap a la banda de llevant, el cobert presenta adossat un altre edifici rectangular, actualment rehabilitat.
La construcció està bastida amb pedra desbastada de diverses mides. Els paraments de la casa i dels cossos principals estan completament arrebossats.